# Zeeman-Doppler imaging

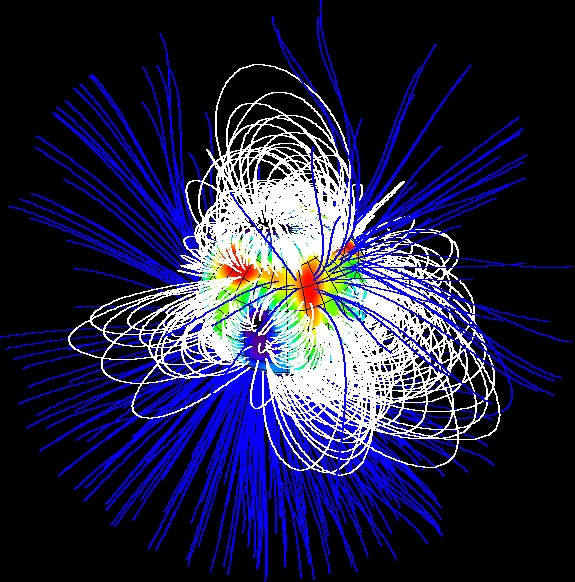
Campo magnetico superficiale della giovane stella T Tauri SU Aur riscostruito tramite lo Zeeman-Doppler imaging

In astrofisica, lo Zeeman-Doppler imaging è una tecnica tomografica che permette di cartografare i campi magnetici delle stelle.
Tale metodica si basa sulla capacità dei campi magnetici stellari di polarizzare la luce emessa (o assorbita) nelle linee spettrali che si formano nell'atmosfera stellare (effetto Zeeman). La periodica modulazione delle linee di Zeeman durante la rotazione stellare viene impiegata per fare una ricostruzione iterativa del campo magnetico vettoriale alla superficie della stella.
La ricostruzione dell'immagine riproduce la più semplice delle geometrie del campo magnetico (che assume l'aspetto di un'espansione delle armoniche sferiche) tra le varie soluzioni compatibili con i dati ottenuti.
Questa tecnica è stata la prima a permettere la ricostruzione delle geometrie vettoriali dei campi magnetici di stelle simili al Sole ed offre la possibilità di intraprendere studi sistematici sul magnetismo stellare e ricavare informazioni sulla geometria delle grandi arcate che i campi magnetici sono in grado di sviluppare sopra le superfici stellari. Per raccogliere i dati delle osservazioni ottenute con lo Zeeman-Doppler Imaging, gli astronomi si servono di spettropolarimetri stellari come ESPaDOnS , posto nel Canada-France-Hawaii Telescope sul Mauna Kea (Hawaii), o il NARVAL , situato sul Telescopio Bernard Lyot (Pic du Midi de Bigorre, Francia).